# 秦庄乡
秦庄乡是中国陕西省咸阳市淳化县下辖的一个乡。

## 行政区划
秦庄乡下辖以下行政区：
秦庄村、宋村、林庄村、九庄村、米仓村、沿村、寺村、文家庄村、肖家村